# Голубська війна
Голубська війна (біл. Голубская вайна, пол. Wojna golubska, англ. Gollub War) — двомісячна війна між Тевтонським орденом і Королівством Польським, Великим князівством Литовським та Князівством Молдавією 1422 року. Закінчилася підписанням Мельнського миру, згідно з яким Орден назавжди відмовився від своїх претензій на Жмудь. Остання війна Тевтонського ордену з Великим князівством Литовським.

## Історичний контекст
Перший Торунський мир 1411 р. не вирішив усіх суперечок між Тевтонським орденом та союзним Великим князівством Литовським разом з Королівством Польським . Пруссько-жмудський кордон не визначався. Великий князь литовський Вітовт претендував на весь правий берег Німана, включаючи Мемель (Клайпеду). У свою чергу, хрестоносці вимагали, щоб після смерті Вітовта та польського короля Ягайла Жмудь було передано до ордену (одна з умов миру в Торуні). Польща претендувала на Холмську землю (Кульмерланд), Західну та Східну Померанію. Коротка Голодна війна 1414 р. та переговори на Констанцькому соборі, також не вдалися, але перемир'я було продовжено до 1418 р.
Новий етап переговорів розпочався після закінчення перемир'я у 1419 році. Посередником виступив папський легат архієпископ Мілана Бартоломео Капрі. Імператор Священної Римської імперії Сигізмунд виступав посередником для подальшого врегулювання. 6 січня 1420 р. у Вроцлаві імператор оголосив Торунський мир ефективним та справедливим, тобто наполягав на незмінності ситуації. Сигізмунд гарантував Ордену навіть більше прав, ніж він вимагав. Це рішення імператора можна було пояснити його бажанням заручитися підтримкою хрестоносців у його боротьбі проти гуситів, яких підтримував Вітовт. Ягайло та Вітовт категорично відкинули вирок Сигізмунда. Наполягаючи на своїх правах на спірних територіях, Ягайло безуспішно звернувся до папи Мартина V. 8 квітня 1421 року в Кракові Ягайло уклав наступально-оборонний союз проти Ордену з маркграфом і курфюрстом Бранденбурга Фредеріком I Гогенцолерном. Через посередництво Фрідріха та папського легата перемир'я було продовжено до 1422 року.

## Перебіг війни
Побоюючись відкритої збройної інтервенції Ягайла та Вітовта на чеські землі, Сигізмунд добивався від нового великого магістра Тевтонського ордену Павла фон Русдорфа, який незадовго до того, як розпустив більшість найманців вступити у війну з Великим князівством та Польщею. 17 липня була оголошена війна. Війська Ягайла та Вітовта, зосереджені в районі Червінськ-над-Віслою, рушили на Острудау, а невеликі війська ордену були змушені відступити до Любави. Коли стало зрозуміло, що облогова зброя затримується, Ягайло наказав піти на столицю ордену Марієнбург (Мальборк). У битві під Мальборком об'єднані сили ВКЛ, Польщі та Молдови здобули перемогу. По дорозі їх взяли Ризенбург і Голуб, але взяти Чонсі не вдалося . Як і під час голодної війни, обидві сторони уникали великих битв.
Ягайло вирішив припинити війну до того, як війська ордена отримають підкріплення від Священної Римської імперії. 17 вересня було підписано перемир'я, а через десять днів у Мельно було підписано мир. Боротьба між Тевтонським орденом та Великим князівством Литовським за Жмуддю закінчилася перемогою ВКЛ.